# Ignacy Adamski
Ignacy Antoni Adamski (ur. 1 lutego 1886 w Radomiu, zm. w kwietniu 1940 w Katyniu) – polski lekarz, doktor medycyny i major lekarz Wojska Polskiego w stanie spoczynku, ofiara zbrodni katyńskiej.

## Życiorys
Syn Ignacego i Heleny z Olszewskich urodzony się 1 lutego 1886 roku w Radomiu. Uczęszczał do gimnazjum w Radomiu oraz do Gimnazjum św. Anny w Krakowie, w którym w 1906 roku zdał egzamin maturalny. Absolwent Uniwersytetu Jagiellońskiego (1912), uzyskał dyplom doktora wszechnauk lekarskich. Po ukończeniu studiów podjął pracę w szpitalu Dzieciątka Jezus w Warszawie. Od 1914 roku pracował na Uniwersytecie Moskiewskim, od 1915 roku jako ordynator kliniki uniwersyteckiej.
Po powrocie do kraju w 1918 roku wstąpił do Wojska Polskiego, uzyskując stopień kapitana. W okresie międzywojennym pracował w szpitalach wojskowych w Grudziądzu, Dęblinie, Piotrkowie Trybunalskim (ordynator w 1919 roku) i Zamościu oraz w Wojskowym Instytucie Sanitarnym. W 1922 roku ukończył kurs radiologii, po czym objął stanowisko naczelnego lekarza 15 pułku piechoty w Dęblinie. W tym samym roku uzyskał awans na stopień majora. W latach 1924–27 pełnił funkcję ordynatora oddziału chirurgicznego Szpitala Okręgowego nr 8 w Toruniu, a następnie starszego ordynatora w 1. Szpitalu Okręgowym im. marsz. J. Piłsudskiego w Warszawie.
Po agresji ZSRR na Polskę w nieznanych okolicznościach dostał się do niewoli sowieckiej. Przebywał w obozie jenieckim NKWD w Kozielsku. Został rozstrzelany między 9 a 11 kwietnia 1940 roku, przez funkcjonariuszy NKWD w lesie katyńskim. Zamordowanych w tym miejscu jeńców grzebano w bezimiennych mogiłach zbiorowych, gdzie od 28 lipca 2000 roku mieści się oficjalnie Polski Cmentarz Wojenny w Katyniu. W miejscu tym prowadzone były ekshumacje i prace archeologiczne, jednak Ignacy Antoni Adamski nie został zidentyfikowany.

### Życie prywatne
Był żonaty.

## Upamiętnienie
5 października 2007 roku minister obrony narodowej Aleksander Szczygło mianował go pośmiertnie na stopień podpułkownika. Awans został ogłoszony 9 listopada 2007 roku w Warszawie, w trakcie uroczystości „Katyń Pamiętamy – Uczcijmy Pamięć Bohaterów”.
Jest jednym z kilkuset lekarzy zamordowanych w Katyniu i upamiętnia go tabliczka epitafijna nr 11 na Polskim Cmentarzu Wojennym w Katyniu.

## Odznaczenia
- Krzyż Kampanii Wrześniowej – zbiorowe, pośmiertne odznaczenie pamiątkowe wszystkich ofiar zbrodni katyńskiej (1 stycznia 1986)